# Wave of Popular Feeling
Wave of Popular Feeling es el álbum debut de la banda canadiense de metal alternativo, Three Days Grace, cuando en ese tiempo la banda se llamaba Groundswell. El álbum fue lanzado al mercado el 13 de octubre de 1995 y el único álbum de la banda con ese nombre. Este álbum es de los orígenes de la banda, cuando esta poseía un distinto género musical y estaba integrada como un quinteto que tocaba grunge .

## Disolución y nuevo nombre
El álbum recibió críticas negativas generalmente. En otoño de 1997, Phil Crowe y Joe Grant dejaron la banda debido a su escasa popularidad recaudada, lo que provocó la disolución de la banda a finales de ese mismo año. Poco después, ese mismo año los tres miembros restantes de la banda Adam Gontier, Brad Walst y Neil Sanderson se reagruparon cambiando a su actual nombre: Three Days Grace. Según Gontier, el nombre de la banda hace referencia a una simple pregunta; "Si tuvieras tres días para cambiar algo en tu vida, ¿qué sería?".

## Listado de canciones
| N.º   | Título                    | Duración |  |
| 1.    | «Stare»                   | 3:51     |  |
| 2.    | «In the Sand»             | 4:00     |  |
| 3.    | «Weatherman»              | 5:11     |  |
| 4.    | «Chronic»                 | 2:55     |  |
| 5.    | «Eddie»                   | 3:43     |  |
| 6.    | «Snatch»                  | 3:53     |  |
| 7.    | «Wave of Popular Feeling» | 3:20     |  |
| 8.    | «S.O.B.»                  | 3:52     |  |
| 9.    | «Poison Ivy»              | 4:09     |  |
| 10.   | «On This Flight»          | 2:51     |  |
| 11.   | «Greedy Room»             | 3:41     |  |
| 41:29 |                           |          |  |

## Créditos
- Adam Gontier - Voz
- Phil Crowe - Guitarra líder
- Joe Grant - Guitarra rítmica
- Brad Walst - Bajo
- Neil Sanderson - Batería